# Herman II de Hesse
Herman II de Hesse (1341 - 24 de mayo de 1413) era Landgrave de  Hesse 1376-1413.
Herman II, llamado "el Sabio", nació en 1345 en el castillo de Grebenstein, era hijo de  Luis el Junker  quien era un hijo del Landgrave Otón I de Hesse. Fue destinado junto a su hermano Otón a la carrera eclesiástica, estudió en París y en Praga. Después de la muerte de Otón el Joven, el hijo y heredero de Enrique II de Hesse, este último designó a su sobrino Herman como corregente y heredero en 1367.
Dado que había recibido sólo las órdenes menores, pudo sin mucha dificultad salir del clero.
Después de asumir el cargo y tras una guerra que vació las arcas del país, Herman decidió imponer un nuevo impuesto a los alimentos, la ropa, el metal y los productos importados. El nuevo impuesto condujo al resentimiento entre la nobleza y los ciudadanos. Los representantes de las ciudades de Hesse decidieron el 11 de enero de 1377, en una reunión en el ayuntamiento, en Kassel, rechazar este impuesto en cualquier circunstancia. Los ciudadanos resolvieron en 1378 la administración especial de las tres ciudades de Kassel (Altstadt, Neustadt y Freiheit), y formaron una liga de ciudades. En nuevo pacto, las ciudades se unieron a la nobleza y ocuparon el castillo del Landgrave. Sólo la mediación del Landgrave Baltasar de Turingia ocurrida en mayo de 1378, logró un acuerdo. Sin embargo, un gran número de ciudadanos de Kassel habían sido ejecutados.
Sin embargo, Herman adoptó en 1384 una nueva Constitución, en la que la ciudad de Kassel perdió su independencia y él mismo se nombró su soberano gobernante. Los ciudadanos recurrieron, por lo tanto, una vez más a Baltasar de Turingia. Éste se alió con el duque Otón I de Brunswick-Gotinga y con el Arzobispo Adolfo de Maguncia en contra de Herman II. En 1388 conquistó Eschwege y Sontra. En general, las fuerzas aliadas atacaron la ciudad de Kassel tres veces sin éxito. Un punto de inflexión se produjo cuando el arzobispo Adolfo de Maguncia murió en 1390 y en 1394 Herman llegó a un acuerdo con su sucesor, Conrado II de Weinberg, que fue sellado en la Paz de Frankfurt. En 1400 seguida por la paz de Friedberger con Maguncia y Brunswick después del asesinato del duque Federico I de Brunswick-Lüneburg en Fritzlar a manos del conde Enrique VII de Waldeck y sus compinches.
Herman II fue capaz de ampliar su territorio en este momento. En 1399 tomó Ulrichstein (a través de la compra), y poco después Schotten y Vogelsberg (también por compra) en su poder. Esto fue seguido de Hauneck en 1402 y Vacha en 1406.

## Matrimonio e hijos
Herman se casó dos veces. El primer matrimonio fue el 3 de febrero de 1377 con Juana, condesa de Nassau-Weilburg [ap. 1362 -1383], pero no tuvieron hijos. El segundo fue el 15 de octubre de 1383 con Margarita de Hohenzollern-Núremberg (ap. 1360 -1406), hija de Federico V de Núremberg. Ellos tuvieron los siguientes hijos:
- Ana (1385-1386)
- Enrique (1387-1394)
- Isabel (1388-1394).
- Margarita (1389-1446), casada con Enrique I de Brunswick-Lüneburg
- Inés (1391-1471), casada con Otón II de Brunswick-Gotinga
- Herman (1396-1406)
- Federico (1398-1402)
- Luis I (1402-1458), que lo sucedió como Landgrave de Hesse.